# Principatul Reuss-Gera
Principatul Reuss-Gera, denumit după 1848 Principatul Reuss Linia Minoră, a fost un stat istoric aflat pe teritoriul Germaniei de astăzi. A fost condus de Casa de Reuss. A aparținut Confederației Germane de Nord.